# Chrar-e-Sharief
Chrar-e-Sharief (o Tsrar Sharif, Cherar-i-Sharif, Charar Sharif, Tasrar Sharif, Charar-i-Sharif) è una città dell'India di 7.378 abitanti, situata nel distretto di Budgam, nel territorio del Jammu e Kashmir. In base al numero di abitanti la città rientra nella classe V (da 5.000 a 9.999 persone).

## Geografia fisica
La città è situata a 33° 52' 0 N e 74° 46' 0 E e ha un'altitudine di 1.933 m s.l.m..

## Società

### Evoluzione demografica
Al censimento del 2001 la popolazione di Chrar-e-Sharief assommava a 7.378 persone, delle quali 3.911 maschi e 3.467 femmine. I bambini di età inferiore o uguale ai sei anni assommavano a 897, dei quali 498 maschi e 399 femmine. Infine, coloro che erano in grado di saper almeno leggere e scrivere erano 3.545, dei quali 2.180 maschi e 1.365 femmine.